# Arrivée d’un train à Battery Place
Pour plus de détails, voir Fiche technique et Distribution.
Arrivée d’un train à Battery Place est un court métrage documentaire muet français réalisé par Alexandre Promio en 1896 et produit par la Société Lumière.

## Description
Un train entre en gare ; des voyageurs montent en voiture puis le train repart aussitôt.

## Remarque
Cette voie de chemin de fer n'existe plus et a été remplacée par le métro.

## Fiche technique
- Titre original : Arrivée d’un train à Battery Place
- Réalisation : Alexandre Promio
- Production : Société Lumière
- Lieu de tournage :Station de Battery Place à New York (États-Unis)
- Pays d'origine :  France
- Vue no  : 320
- Genre : Documentaire
- Format : Court métrage — Muet — Noir et blanc
- Durée : 31 s
- Date de réalisation : 1896
- Dates de sortie :
  - France : Projection d'une série de vues américaines le 16 décembre 1896 au Photo-Club de Lyon (France)  sous le titre L'Arrivée d'un train à Ballery
  - France : 9 janvier 1897 à Marseille
  - France :10 janvier 1897 à Lyon, sous le titre New York : arrivée d'un train à Bellery-Place

## Sources
- Catalogue Lumière, « Arrivée d’un train à Battery Place » (consulté le 9 février 2024).